# Über den grünen Klee loben
Jemanden über den grünen Klee loben ist eine häufig gebrauchte Redensart und besagt, jemanden über Gebühr zu loben.
Die Herkunft der Redensart ist nicht gänzlich gesichert. Eine mögliche Herkunft der Redewendung könnte darin liegen, dass Gräber und Friedhöfe früher mit Klee bepflanzt waren. Ein Lob über den grünen Klee wäre damit ein Lob wie über einen Verstorbenen. Dies fällt im Allgemeinen besser aus als über einen Lebenden (vgl. den Aphorismus „De mortuis nil nisi bene.“ (dt. „Über die Toten (rede) nur wohlwollend.“)). Der Duden vermutet den Ursprung in der mittelalterlichen Dichtung, als man grünen Klee (ein Rasen mit Kleeblumen) mit Frische und Frühling gleichsetzte und pries. Danach würde über den grünen Klee loben bedeuten, jemanden noch mehr loben als man die frische, grüne (Klee-)Wiese lobt. 
In dem Buch „Über den grünen Klee der Kindheit“ (1982) schreibt Alois Brandstetter über die Beschönigung der Vergangenheit in der Erinnerung.